# Les Anarchistes
Les anarchistes é uma das mais famosas canções de Léo Ferré, autor, compositor e intérprete anarquista franco-monegalesco. Lançada no álbum L'été 68 do início de 1969.

## Intérpretes
- Nilda Fernández
- Les Anarchistes
- Josette Kalifa
- Ogeret Marc
- Xavier Ribalta